# Вірність (фільм, 2000)
«Вірність» («La Fidélité») — французька кінодрама 2000 року, знята режисером Анджеєм Жулавським, з Софі Марсо у головній ролі.

## Сюжет
Молода талановита фотожурналістка Клелія приймає пропозицію газетного магната Люсьєна Мак Руа попрацювати в його виданнях. Мак Руа — типовий представник «жовтої преси», який зробив собі ім'я на дутих сенсаціях і скандальних викриттях, найчастіше поганого спрямування. Всіляко потураючи низинним смакам натовпу й експлуатуючи «смажені» факти, Мак Руа домігся гучної популярності й непогано збагатився, підім'явши під себе менш безсоромних конкурентів. Знаючи про все це, Клелія все ж погоджується стати фотокореспондентом у Люсьєна. Для неї робота в його «брудній газетенці» — можливість добре заробити, для того щоб потім видати альбом своїх фотографій. Крім того, Клелія впевнена, що, виконуючи завдання редакції, вона зможе вирости як професіонал і знайти багато нових, цікавих тем. Перше завдання, яке отримала Клелія, було таким: зробити фоторепортаж із хокейного матчу за участю команди, яку Мак Руа нещодавно придбав. Та Клелія не задовольнилася простою фіксацією того, що відбувалося на льоду; сміливість художника змушувала дівчину йти на ризиковані ходи, завдяки чому її знімки набували неординарного, несподіваного характеру. Вона зазирнула «за лаштунки» — до роздягальні — і там без тіні збентеження фотографувала голих гравців, які раділи з нагоди своєї перемоги. Знімки багатьох шокували, але наступного ж дня один із цих кадрів з'явився на першій шпальті газети Мак Руа…

## У ролях
- Софі Марсо — Клелія
- Паскаль Греггорі — Клев
- Гійом Кане — Немо
- Мішель Сюбор — Мак Руа
- Магалі Ноель — роль другого плану
- Едіт Скоб — Діана
- Марина Андс — Джулія
- Манюель Ле Льєвр — Жан
- Орельєн Рекуан — роль другого плану
- Жан-Шарль Дюмей — Антуан
- Гі Трежан — Жюльєн Клев
- Ален Гійо — роль другого плану
- Філіп Дормуа — роль другого плану
- Паскаль Токатліан — епізод
- Андре Валарді — епізод
- Урі Мільштейн — епізод
- Сесіль Рішар — епізод
- Марк Франсуа — епізод
- Едеа Дарке — епізод
- Бруно Лопес — епізод
- Аліса Карель — епізод
- Ксаверій Жулавський — епізод
- Ліонель Гі-Бремон — епізод

## Знімальна група
- Режисер — Анджей Жулавський
- Сценарист — Анджей Жулавський
- Оператор — Патрік Блозе
- Композитор — Анджей Кожиньський
- Продюсер — Паулу Бранку